# Rivière Landry
Rivière Landry är ett vattendrag i Kanada.   Det ligger i provinsen Québec, i den sydöstra delen av landet, 290 km öster om huvudstaden Ottawa.
Omgivningarna runt Rivière Landry är en mosaik av jordbruksmark och naturlig växtlighet. Runt Rivière Landry är det glesbefolkat, med 11 invånare per kvadratkilometer.